# VfB Lübeck
Verein für Bewegungsspiele Lübeck von 1919 (VfB Lübeck) – niemiecki klub piłkarski, grający obecnie w Regionallidze Nord, mający siedzibę w mieście Lubeka, leżącym w Szlezwiku-Holsztynie.

## Historia
Protoplastami klubu były dwa dawne zespoły z Lubeki: Ballsportverein Vorwärts Lübeck założony 1 kwietnia 1919 oraz Sportvereinigung Polizei Lübeck, założony w 1921 roku.
SV Polizei Lübeck był lokalnym policyjnym klubem. W 1931 roku wziął udział w fuzji, w wyniku której powstał Verein für Rasensport Lübeck (VfR Lübeck). W połączeniu brały udział także Fußball Club Alemannia 1905 Lübeck i Lübecker Fußball Club Germania 1913. SVP występował w rozgrywkach Niemiec Północnych i kilkukrotnie dochodził do fazy play-off, podczas gdy nowo powstały VfR tylko raz dotarł do tej fazy rozgrywek w 1924 roku.
BSV Vorwärts Lübeck istniał do 1933 roku, kiedy to został rozwiązany przez narodowych socjalistów. Po rozpadzie członkowie klubu przenieśli się do SV Polizei.
W 1935 roku klub zmienił nazwę na Polizei Sportverein Lübeck i do 1942 roku występował w rozgrywkach Gauliga Nordmark, a największym osiągnięciem było zajęcie 3. miejsca. W latach 1936–1938 zakwalifikował się do Tschammerpokal, protoplasty dzisiejszego Pucharu Niemiec, jednak nie odniósł w nim większego sukcesu. W 1942 roku doszło do kolejnej zmiany nazwy klubu, tym razem na Sportgemeinschaft der Ordnungspolizei Lübeck, a swoje mecze zaczął on rozgrywać w Gaulidze Schleswig-Holstein.
Po zakończeniu II wojny światowej wszystkie organizacje z Niemiec, w tym także sportowe, zostały rozwiązane przez alianckich okupantów. W 1945 roku byli członkowie SG Orpo i BSV Vorwärts uformowali nową drużynę zwaną Verein für Bewegungsspile Lübeck. Nowy zespół najpierw zdobył mistrzostwo Schleswigu-Holstein, a w 1947 roku nowo powstałej Oberligi Nord. W kolejnej dekadzie VfB balansowało pomiędzy pierwszą a drugą ligą.
W 1963 roku utworzono Bundesligę. Zespół z Lubeki trafił wówczas do Regionalligi Nord (ówczesna II liga)i przez lata zajmował raczej miejsca w środku tabeli. W 1969 roku zajął 2. miejsce i zakwalifikował się do grupy walczącej o awans do 1. ligi. Ostatecznie zakończył ją na ostatnim miejscu w tabeli z jednym zdobytym punktem w ośmiu meczach.
Po 1974 roku VfB występowało w czwartej lidze Landesliga Schleswig-Holstein. Do 2. Bundesligi awansowało dopiero prawie dwie dekady później i kilkukrotnie balansowało pomiędzy drugą a trzecią ligą. W 2004 roku dotarło do półfinału Pucharu Niemiec, jednak przegrało po dogrywce z Werderem Brema.

## Reprezentanci kraju grający w klubie
- Rolf Landerl
- Erik Nielsen
- Pa Malick Joof
- Aleksandre Iaszwili
- Ferydoon Zandi
- Eamonn Gregg
- Romas Mažeikis
- Vidmantas Vyšniauskas
- Mark Burton
- Mamadou Diabang
- George Mbwando